# Église romane Saint-Julien de Sennecey-le-Grand
Pour les articles homonymes, voir Église paroissiale Saint-Julien de Sennecey-le-Grand et Église Saint-Julien.
L'église romane Saint-Julien est une église catholique située à Sennecey-le-Grand, en France.

## Localisation
L'église datant du XIe siècle ou du XIIe siècle est située dans le département français de Saône-et-Loire, dans la commune de Sennecey-le-Grand.
Elle relève de la paroisse Saint-Martin-entre-Saône-et-Grosne, qui a son siège à Sennecey-le-Grand.

## Historique
L'édifice est classé au titre des monuments historiques en 1862.
XIe ou XIIe siècle : construction de l'édifice.
Transformation aux XIVe ou XVe siècles, avec le remplacement du chœur d'origine par une construction de plan rectangulaire avec voutes ogivales et l'ajout de chapelles seigneuriales.
Vendu comme bien national pendant la Révolution française, l'édifice est demeuré propriété privée pendant un siècle et demi, n'intégrant le patrimoine municipal qu'en 1956.
Elle a bénéficié de deux campagnes de restauration. Une première tranche de travaux fut consacrée aux peintures murales découvertes en 2004-2005. Une seconde tranche date de 2010 et a permis de restaurer la nef, le transept, les collatéraux et une partie des chapelles. Ces travaux, réalisés sous la maîtrise d’ouvrage de la mairie de Sennecey, ont été étudiés et suivis par Frédéric Didier, architecte en chef des Monuments Historiques. Depuis, les travaux se sont poursuivis et ont porté sur la chapelle gothique de Lugny.
L'église est, de nos jours, toujours consacrée, et des messes y sont régulièrement célébrées, ainsi que des baptêmes, des mariages et des obsèques.

## Description
Il s'agit d'une église romane à trois nefs datant de la fin du onzième siècle.

### Intérieur

#### Chapelles
L'église se singularise par ses chapelles seigneuriales, au nombre de trois.

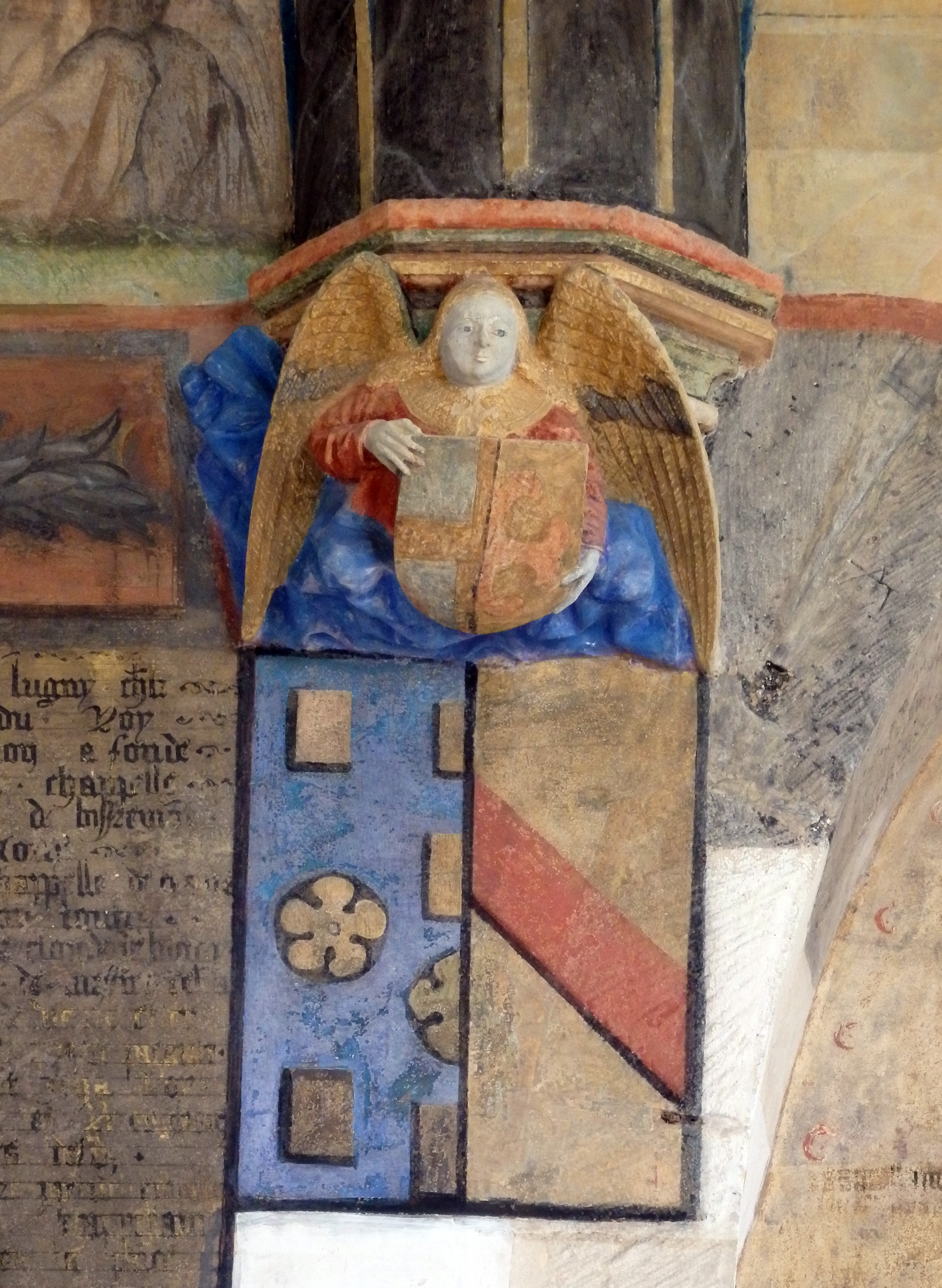
Les quintefeuilles et les billettes caractéristiques du blason des Lugny telles qu'on peut le voir dans la chapelle à leur nom.

La plus grande est la chapelle de Lugny, située à droite du chœur, consacrée à la Vierge Marie et entièrement restaurée en 2019 (six épisodes de la vie de Marie y sont peints sur les murs : la rencontre à la Porte dorée de ses parents Anne et Joachim, la Nativité de la Vierge, l’Annonciation, la Visitation, la Présentation de Jésus au Temple et l’Assomption). Elle dispose d'une voûte à double travée (peinte en bleu azur et parsemée d'étoiles d'or), et les deux clefs de voûte sont ornées, l'une, d'un blason aux armes de la famille noble de Lugny et, l'autre, du tétramorphe (les symboles des quatre Évangélistes). 
La chapelle à gauche du chœur, placée sous le vocable de la Vierge Marie et qui est la plus ancienne des trois, a été édifiée au XIVe siècle par les seigneurs du château de la Tour de Sennecey ; elle sert depuis 1824 de caveau aux seigneurs de Sennecey, inhumés jadis dans la chapelle de leur château (démoli à cette époque pour construire la nouvelle église de Sennecey). 
Côté nord, la chapelle de Broard, qui ouvre sur la nef, dispose d'une clef de voûte représentant la Vierge en gloire ; des anges garnissent chacune des retombées des ogives. Elle a été fondée en 1489 par Jehan Broard, membre d'une riche famille de bourgeois, qui y repose avec son épouse (tombe placée au centre de la chapelle).

#### Chœur
En 2004 ont été découvertes les peintures murales ornant le choeur de l'église. Une litre funéraire (bande peinte en noir) court tout autour du chœur, qui présente une double croisée d’ogives peintes. Dans ce chœur, la Vierge de l’Assomption de la chapelle de Lugny laisse place au Christ de la Passion et de la Résurrection, la mariologie à la christologie :
- sur la première voûte ogivale, la peinture murale présente les instruments de la Passion portés par quatre anges (colonne de la flagellation, couronne d’épines, croix, lance) ;
- sur la voûte d'ogives du fond du chœur, le Christ ressuscité en gloire, entouré du tétramorphe, fait pendant à une Déisis (l’iconographie de la Déisis est constituée par le Christ flanqué de la Vierge Marie et de saint Jean tournés vers lui en attitude de prière : ils intercèdent auprès du Christ pour le salut de l’Humanité).

### Extérieur
Côté nord, dans une niche située au-dessus de la porte d'entrée latérale : statue équestre de saint Julien (de Brioude), saint patron de l'église.
Côté sud : espace correspondant à l'ancien cimetière.

## Ouverture
Cette église participe depuis plusieurs années au projet Églises ouvertes porté par la Fondation Églises ouvertes et est l'une des trois à appartenir à ce réseau au sein du diocèse d'Autun (2022).

## Récompense
Après dix-huit années d'efforts consentis par la municipalité pour restaurer cette église en lien avec l’architecte en chef des Monuments historiques de France, Frédéric Didier, la commune de Sennecey-le-Grand a été récompensée par le prix régional des Rubans du patrimoine 2022. Le chantier aura coûté, au total, 948 000 € HT, dont la moitié a été financée par la commune.

## À proximité
Sur la petite place qui jouxte l'église est visible un calvaire – la « croix de Saint-Julien-de-Sennecey » – daté de 1593 (sur le socle : « Messire Nicolas L. Grand, curé de Sainct Iulien, ma faict faire ») et surmonté d'une croix à deux faces montrant d'un côté la Vierge à l'Enfant dressée sur une tête d'ange et, de l'autre, le Christ en croix.